# Romina Paula
Romina Paula (Buenos Aires, 14 de mayo de 1979) es una escritora, directora de teatro y actriz argentina.

## Biografía
Romina Paula es originaria de Buenos Aires, donde hizo sus estudios en teatro. Como escritora publicó las novelas ¿Vos me querés a mi? (Entropía, 2005), Agosto (Entropía, 2009) y Acá todavía (Entropía, 2016), y diversos cuentos en antologías.
Como dramaturga y directora de teatro estrenó las obras Si te sigo, muero (basada en textos de Héctor Viel Temperley, 2005), El tiempo todo entero, Algo de ruido hace y Fauna.
También participó como actriz en numerosas películas argentinas.

## Dramaturgia y dirección de teatro
- 2006: El Silencio
- 2008: Algo de ruido hace
- 2009: El tiempo todo entero
- 2013: Fauna[8]
- 2020: Teoría King Kong (fragmento «Chica King Kong»)[9]

## Filmografía

### Dirección
- 2019: De nuevo otra vez

### Actuación
- 2006: La punta del diablo[10]
- 2007: El hombre robado[11]
- 2008: Resfriada[12]
- 2009: Todos mienten[13]
- 2011: Medianeras[14]
- 2011: El estudiante[15]
- 2012: Viola[16]
- 2013: El día trajo la oscuridad[17]
- 2018: La flor
- 2019: De nuevo otra vez
- 2020: Edición ilimitada

## Obra

### Novela
- ¿Vos me querés a mí? (2005, Entropía)
- Agosto (2009, Entropía)
- Acá todavía (2016, Entropía)
- Hija biográfica (2025, Entropía)

### Cuento
- Archivos de Word (2021, Mansalva)

### Teatro
- Tres obras (2013, Entropía)

## Premios y distinciones

#### Festival Internacional de Cine de San Sebastián
| Año  | Categoría         | Película          | Resultado |
| ---- | ----------------- | ----------------- | --------- |
| 2019 | Premio Horizontes | De nuevo otra vez | Ganadora  |